# Vacuum bed
 (septembre 2022).
Si vous disposez d'ouvrages ou d'articles de référence ou si vous connaissez des sites web de qualité traitant du thème abordé ici, merci de compléter l'article en donnant les références utiles à sa vérifiabilité et en les liant à la section « Notes et références ».

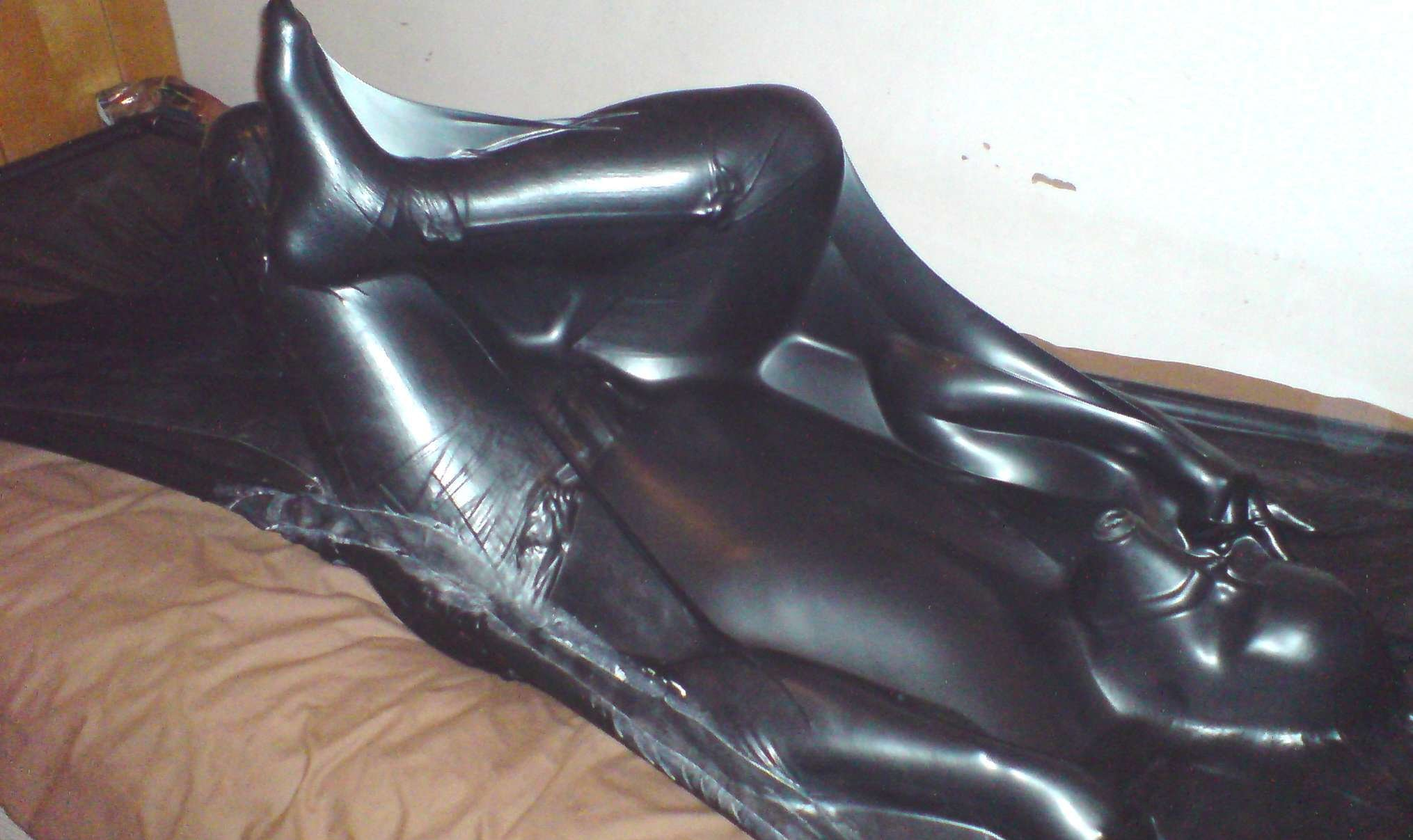
Vacuum bed.

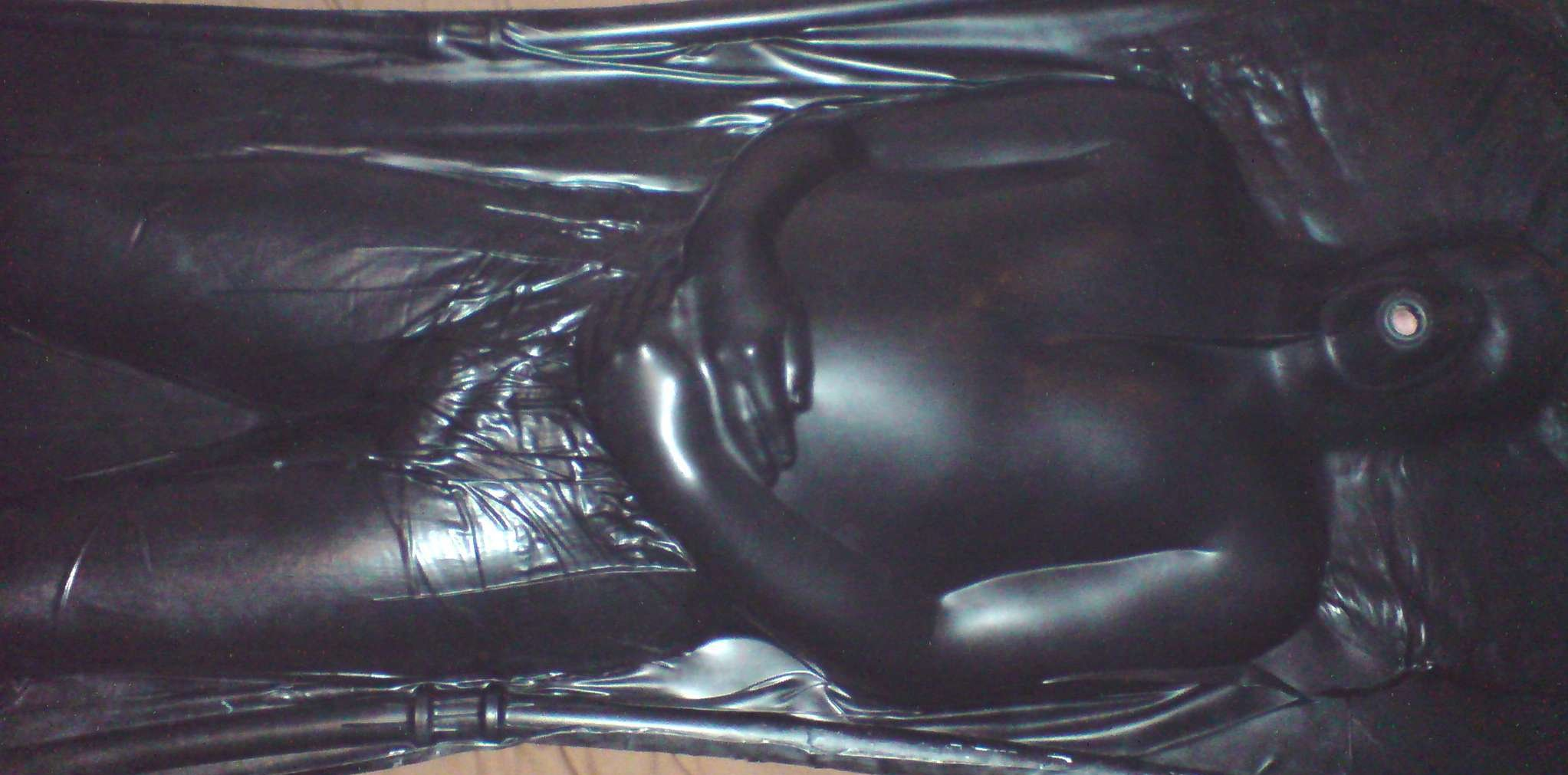

Le vacuum bed est un dispositif parfois utilisé dans le jeu BDSM . 
Une personne est placée dans une enveloppe en latex. Ces deux couches de latex sont tendues par un cadre et une pompe aspirante ou un aspirateur est utilisé pour enlever la majeure partie de l'air dans l'enveloppe. Ce vide d'air a pour effet de coller les deux peaux de latex ensemble et de totalement immobiliser la personne à l'intérieur.  Le cadre peut être constitué d'un simple rectangle de tuyaux en PVC perforés, reliés par des joints en PVC, ou des cadres tridimensionnels de différentes tailles, avec une construction en PVC similaire.  
Différents systèmes sont utilisés pour permettre à la personne dans le vacuum bed de respirer.  Le plus courant est un tube qui passe de l'extérieur du lit sous vide dans la bouche de la personne.  Une deuxième option est un trou renforcé qui est positionné de manière que la bouche fasse saillie.  Une troisième option est un joint renforcé à travers lequel on force toute la tête.  Certains vacuum bed utilisent un masque à gaz pour faciliter la respiration. 
Le vacuum bed est un accessoire de contrainte qui permet à la personne ainsi immobilisée de ressentir toutes les sensations liées à la chaleur, au toucher. L'utilisateur est incapable de se déplacer de manière significative (bien que de légers mouvements soient possibles). En fonction du système de respiration utilisé, il se peut que la personne soumise soit dans l'impossibilité de parler ou de voir.  
Le vacuum bed  doit impérativement être utilisé avec l'aide et en présence constante d'une autre personne, car l'utilisateur ne peut ni contrôler lui-même le processus de mise sous vide ni sortir du vacuum bed de manière indépendante. 
Enfin, si la mise sous vide peut être enclenchée alors que la personne soumise se trouve dans des positions diverses, l'immobilisation qui s'ensuit nécessite de s'assurer que la personne n'a pas pris une position qui lui fait courir le risque d'une asphyxie posturale.